# Odilo Engels
Odilo Engels (* 24. April 1928 in Rheydt; † 26. Februar 2012 in Erftstadt-Lechenich) war ein deutscher Historiker. Er lehrte als Professor für Mittlere und Neuere Geschichte an der Universität zu Köln von 1971 bis zu seiner Emeritierung 1993.

## Leben und Wirken
Odilo Engels entstammte einer katholischen Familie. Er legte 1946 das Abitur in Mönchengladbach ab und studierte von 1947 bis 1949 an den Universitäten Bonn und Münster Geschichte und Theologie. 1954 wurde er in Bonn bei Walther Holtzmann mit der Arbeit Johannes von Gaeta als Hagiograph promoviert. Als Stipendiat der Görres-Gesellschaft folgte ein längerer Forschungsaufenthalt in Barcelona und die intensive Beschäftigung mit der spanischen Geschichte des Mittelalters, insbesondere der Spanischen Mark. In Freiburg war er in der Schriftleitung des Lexikons für Theologie und Kirche tätig. An der Universität München erfolgte 1969 mit der Arbeit Schutzgedanke und Landesherrschaft im östlichen Pyrenäenraum (9.–13. Jahrhundert) seine Habilitation. In München lehrte Engels als Privatdozent, anschließend war er von 1971 bis zu seiner Emeritierung 1993 als Professor für mittelalterliche Geschichte an der Universität zu Köln tätig. Eine Berufung an die Universität Freiburg lehnte er ab. Engels hatte im Sommersemester 1989 die Otto von Freising-Gastprofessur an der Katholischen Universität Eichstätt inne. Zu seinen akademischen Schülern zählten unter anderem Georg Gresser, Manfred Groten, Rolf Große, Johannes Laudage, Gerhard Lubich, Sebastian Scholz, Ludwig Vones, Ursula Vones-Liebenstein und Stefan Weinfurter. Seine Nachfolge in Köln als Professor für mittelalterliche Geschichte trat Tilman Struve 1995 an.
Engels erforschte die Geschichte des katalanischen Raums von der Karolingerzeit bis zum 13. Jahrhundert. 1989 erschien der grundlegende Band Reconquista und Landesherrschaft. Studien zur Rechts- und Verfassungsgeschichte Spaniens im Mittelalter. Engels wurde Herausgeber der Spanischen Forschungen der Görresgesellschaft und betreute das von Paul Fridolin Kehr begründete Regestenwerk der Hispania Pontificia. Dabei sichtete und sammelte Engels alle Kontakte der Kirche auf der iberischen Halbinsel mit dem römischen Papsttum bis 1198 unter besonderer Berücksichtigung der Kirchenprovinzen Santiago de Compostela und Toledo. Ein weiterer Schwerpunkt bildete die staufische Dynastie. Sein erstmals 1972 erschienenes Werk Die Staufer gilt als Standardwerk zur Stauferzeit und wurde bis heute neunmal aufgelegt. Die Überblicksdarstellung war Ausgangspunkt für mehrere Taschenbuchserien über mittelalterliche Herrscherdynastien. Zahlreiche Aufsätze sind in den Stauferstudien (1988, 1996) erschienen. 2002 wurde ihm für sein Lebenswerk und seine Arbeiten zu den Staufern der Wissenschaftspreis der Stauferstiftung Göppingen verliehen. Engels forschte außerdem zur mittelalterlichen Geschichte der Stadt Köln. Engels war über die gesamte Laufzeit des Projekts von 1981 bis 2008 Mitglied der wissenschaftlichen Kommission des Geschichtlichen Atlas der Rheinlande. Engels war von 1978 bis 1994 Vorsitzender der Gesellschaft für Rheinische Geschichtskunde.
Engels war Rotarier. Er war 35 Jahre Mitglied im Rotary Club Köln am Rhein. Aus gesundheitlichen Gründen musste er sich in den letzten Lebensjahren aus dem Clubleben zurückziehen.

## Schriften (Auswahl)
Monographien
- Reconquista und Landesherrschaft. Studien zur Rechts- und Verfassungsgeschichte Spaniens im Mittelalter (= Rechts- und staatswissenschaftliche Veröffentlichungen der Görres-Gesellschaft. NF Bd. 53). Schöningh, Paderborn u. a. 1989, ISBN 3-506-73353-2.
- Stauferstudien. Beiträge zur Geschichte der Staufer im 12. Jahrhundert. Festgabe zu seinem 60. Geburtstag. Herausgegeben von Erich Meuthen und Stefan Weinfurter. Thorbecke, Sigmaringen 1988, ISBN 3-7995-7060-8 (2. veränderte und erweiterte Auflage. ebenda 1996).
- Die Staufer (= Urban-Taschenbücher. Geschichte, Politikwissenschaft. Bd. 154). Kohlhammer, Stuttgart u. a. 1972, ISBN 3-17-232141-X (9. ergänzte Auflage. ebenda 2010, ISBN 978-3-17-021363-0).
- Schutzgedanke und Landesherrschaft im östlichen Pyrenäenraum (9.–13. Jahrhundert) (= Görres-Gesellschaft zur Pflege der Wissenschaft. Spanische Forschungen der Görresgesellschaft. Reihe 2, Bd. 14, ISSN 0081-3494). Aschendorff, Münster 1970 (Zugleich: München, Universität, Habil.-Schrift).
- Johannes von Gaeta als Hagiograph. Ein Beitrag zur Geschichte der Stilschule von Montecassino. Bonn 1954 (Zugleich: Bonn, Universität, Dissertation, 10. Februar 1954).

Herausgeberschaften
- mit André Vauchez, Georgios Makris, Ludwig Vones (Hrsg.): Die Geschichte des Christentums. Religion, Politik, Kultur. Bd. 5, Herder, Freiburg im Breisgau u. a. 1994, ISBN 3-451-22255-8.
- mit Peter Schreiner: Die Begegnung des Westens mit dem Osten. Kongreßakten des 4. Symposions des Mediävistenverbandes in Köln [vom 11.–14. März] 1991 aus Anlaß des 1000. Todesjahres der Kaiserin Theophanu. Thorbecke, Sigmaringen 1993, ISBN 3-7995-5403-3.